# کاستلانا گروته
کاستلانا گروته (به ایتالیایی: Castellana Grotte) یک کومونه در ایتالیا است که در استان باری واقع شده‌است. کاستلانا گروته ۶۷٫۹۶ کیلومتر مربع مساحت و ۱۹٬۴۳۵ نفر جمعیت دارد و ۳۰۰ متر بالاتر از سطح دریا واقع شده‌است.